# Minivet de Myanmar
El minivet de Myanmar (Pericrocotus albifrons) és una espècie d'ocell de la família dels campefàgids (Campephagidae).

## Hàbitat i distribució
Habita zones amb matoll, praderies i sabanes de les Planures de Myanmar central.

## Taxonomia
Aquesta espècie ha estat considerada coespecífica del minivet ventreblanc (P. erythropygius). Actualment es considera una espècie de ple dret.